# Adil Belgaid
Adil Belgaid –en árabe, عادل بلكايد– (nacido el 15 de septiembre de 1970) es un deportista marroquí que compitió en judo. Ganó nueve medallas en el Campeonato Africano de Judo entre los años 1996 y 2004.

## Palmarés internacional
| Campeonato Africano | Campeonato Africano    | Campeonato Africano | Campeonato Africano |
| Año                 | Lugar                  | Medalla             | Categoría           |
| ------------------- | ---------------------- | ------------------- | ------------------- |
| 1996                | Sudáfrica (Sudáfrica)  | Medalla de oro      | –78 kg              |
| 1996                | Sudáfrica (Sudáfrica)  | Medalla de plata    | Abierta             |
| 1997                | Casablanca (Marruecos) | Medalla de oro      | –78 kg              |
| 1998                | Dakar (Senegal)        | Medalla de oro      | –81 kg              |
| 2000                | Argel (Argelia)        | Medalla de oro      | –81 kg              |
| 2001                | Trípoli (Libia)        | Medalla de bronce   | –81 kg              |
| 2001                | Trípoli (Libia)        | Medalla de bronce   | Abierta             |
| 2002                | El Cairo (Egipto)      | Medalla de bronce   | Abierta             |
| 2004                | Túnez (Túnez)          | Medalla de plata    | –81 kg              |